# Leszno (gmina w województwie poznańskim)
Leszno (do 1937, 1939–4? i od 1973 Święciechowa) – dawna gmina wiejska istniejąca w latach 1937–1939 i 194?–1954 w województwie poznańskim (dzisiejsze województwo wielkopolskie). Siedzibą władz gminy było Leszno, które jednak nie wchodziło w jej skład (gmina miejska).
Gmina Leszno została utworzona 1 kwietnia 1937 roku w powiecie leszczyńskim w woj. poznańskim z obszaru zniesionej gminy Święciechowa wraz z przeniesieniem siedziby władz gminy ze Święciechowy do Leszna. Jednostka o nazwie gmina Święciechowa figuruje ponownie w 1939 roku w związku z wymianą części obszarów między nią a gminami Rydzyna, Włoszakowice i Lipno oraz miastem Leszno.
Po wojnie gmina o nazwie Święciechowa występuje jeszcze w urzędowym wykazie gmin z 28 lipca 1945, lecz wkrótce pojawia się znów jako gmina Leszno w tymże powiecie i województwie. Według stanu z dnia 1 lipca 1952 roku gmina Leszno składała się z 13 gromad: Długie Nowe, Długie Stare, Gołanice, Gronowo, Henrykowo, Lasocice, Niechłód, Piotrowice, Przybyszewo, Strzyżewice, Święciechowa, Trzebiny i Zaborowo. Gmina została zniesiona 29 września 1954 roku wraz z reformą wprowadzającą gromady w miejsce gmin.
Jednostki nie odtworzono 1 stycznia 1973 roku po reaktywowaniu gmin, przywrócono natomiast ponownie gminę Święciechowa.